# 王红阳
王红阳（1952年1月31日—），山东威海人，中国肿瘤分子生物学与医学科学家，第十一届全国政协委员。2005年当选为中国工程院院士。

## 生平
加入中国共产党，担任第二军医大学第三附属医院生物信号传导研究室主任、中国工程院院士。2008年，当选第十一届全国政协委员，代表医药卫生界，分入第四十五组。